# Jagd auf Mr. Tout
Jagd auf Mr. Tout (Originaltitel: Who Is Cletis Tout?; Alternativtitel: Nur 90 Minuten; Cletis Tout - Tot oder lebendig (DVD-Erscheinung 2006)) ist eine US-amerikanisch-kanadische Kriminalkomödie aus dem Jahr 2001. Regie führte Chris Ver Wiel, der auch das Drehbuch schrieb.

## Handlung
Der Film beginnt damit, dass der als Critical Jim bekannte Auftragskiller in das Hotelzimmer von Trevor Allen Finch eindringt und diesen fesselt. Critical Jim ruft danach seine Auftraggeber an und verlangt eine Überweisung auf sein Konto innerhalb von 90 Minuten, sonst lässt er Finch laufen. Beim Buchstabieren der Kontonummer verwendet er Teile der Titel alter Filme.
In der Wartezeit erzählt Finch dem Killer, was zuvor passiert ist. Micah Donnelly stahl in den 1970er Jahren Diamanten im Wert von ca. 4,5 Millionen Dollar, die er auf einer Wiese vergrub. Er wird verhaftet und zu einer langjährigen Haftstrafe verurteilt; 20 Jahre später fliehen er und der Fälscher Finch gemeinsam aus dem Gefängnis.
Währenddessen filmt der für Skandalblätter arbeitende Reporter Cletis Tout einen Liebesakt, bei dem der Sohn und Nachfolger eines Mafiachefs eine Frau erdrosselt. Der Mafiachef lässt Tout töten. Finch und Donnelly nehmen falsche Identitäten an, wobei Finch die Identität von Tout benutzt. Der Mafiachef befehligt einen Anschlag auf den vermeintlichen Reporter, bei dem Donnelly zufällig getötet wird.
Finch und Donnellys Tochter Tess suchen gemeinsam das Versteck der Diamanten. Sie stellen fest, dass auf der Wiese in der Zwischenzeit ein Gefängnis gebaut wurde. Finch meldet sich unter dem Namen Tout bei der Polizei und erzählt über die Anschläge. Tess fingiert einen weiteren Anschlag vor dem Polizeigebäude, worauf Finch zu seiner Sicherheit in jenem Gefängnis eingesperrt wird, auf dessen Gelände die Edelsteine versteckt wurden. Er findet die Diamanten, zu gleicher Zeit entdeckt einer der Polizisten seine wahre Identität. Finch schlägt vor, dass er die Aufnahme des Mordes übergibt, wenn der Polizist ihn laufen lässt – worauf der Polizist eingeht.
Finch stellt fest, dass Tess nicht an den Diamanten interessiert war – die sie ihm komplett zurückließ –, sondern nur an einem mit den Diamanten versteckten Familienfoto.
Die Mafiosi werden verhaftet, als Critical Jim auf den Rückruf wartet. Finch wird freigelassen; er verspätet sich zwar auf den Zug, mit dem Tess wegfahren sollte, aber sie bleibt auf dem Bahnsteig und wartet auf ihn.

## Kritiken
Kevin Thomas schrieb in der Los Angeles Times vom 26. Juli 2002, der Film sei eine romantische Krimikomödie, die sich als „clever, amüsant und unvorhersehbar“ erweise. Er lobte die „ausgelassenen“ Darsteller.
Die Zeitschrift TV Movie schrieb, der Film sei eine „freche Gaunerkomödie mit vielen Film-Insider-Witzen und einer exzellenten Besetzung“.

## Auszeichnungen
Chris Ver Wiel wurde im Jahr 2002 für den Directors Guild of Canada Award nominiert. Louis Di Bianco wurde 2002 für den Canadian Comedy Award nominiert.

## Hintergründe
Der Film wurde in Toronto und in Uxbridge (Ontario) gedreht. Seine Produktionskosten betrugen schätzungsweise 9 Millionen US-Dollar. Die Weltpremiere fand am 12. September 2001 auf dem Toronto International Film Festival statt. Der Film wurde in ausgewählten Kinos der USA veröffentlicht, in denen er ca. 252 Tsd. US-Dollar einspielte.